# Ohabai meteorit
Az Ohaba egy 1857-ben Magyarországon, Erdélyben hullott meteorit nemzetközi neve.

## Jellemző adatai
Az Ohaba meteorit 1857. október 11-én éjfél után néhány perccel hullott le az Alsó-Fehér vármegyei Ohaba község határában. Tűzgolyó megjelenését Moldován Mihály ortodox pap észlelte. A detonációt követően lehullott kondritos meteorit össztömege 16,25 kg. Másnap gyűjtötték be a darabjait és az erdélyi kormányzóhoz juttatták el, aki azt Bécsbe küldte. A világ 16 nagy múzeuma kapott mintát belőle, közülük a legnagyobbat a bécsi Természettudományi Múzeum (15,73 kg).

## Külső hivatkozások
- A magyarországi meteoritok listája
- Az ohabai meteorit vizsgálata
- A Természettudományi Múzeum Ásványtárának ismertetése az ohabai kondritról
- Képek az ohabai meteoritról
- A Kárpát-medencében hullott és talált meteoritok: Válogatás a Londoni Meteoritkatalógusból